# Либерална странка (Србија)
Либерална странка је формално основана 1881.
Странка је основана 1881. у облику удеоничарксе дружине т.ј. као Дружина за потпомагање српске књижевности. Либерална странка са прелазним решењем у виду неполитичког удружења (Дружина за потпомагање српске књижевности) је формирана септембра 1881. односно 1882. године. И ако је Либерална странка, правно говорећи, последња и најмлађа странка, она је имала најдужи  предстраначки  живот.
Свака партија имала је свој орган, регуларни страначко-политички лист који је доносио програм и разне прогласе и радио на ширењу угледа и моћи странке, тако је Либерална странка имала Српску независност, Српску заставу.
Иако ће тек 1881. године и након оснивања Народно-либералне странке формално постати вођа либерала, Јован Ристић се практично на тој позицији нашао 1868. године.

## Историја
Либерална странка представља једну од три политичке странке које су значајно учествовале у политичком животу Србије у 19. веку. Формално је основана 1881. године. Њени оснивачи Либерали се јављају у политичком животу Србије и четрдесетих година 19. века.
За време владавине Александра Карађорђевића, тј. уставобранитеља, либерали су представљали опозицију, а међу њима су били најистакнутији Владимир Јовановић (отац Слободана Јовановића), Јеврем Грујић, Милован Јанковић, Стојан Бошковић, Алимпије Васиљевић и Јован Илић.
Први облик њиховог политичког организовања представља Дружина младежи српске, основана 1847. године, а њен рад је забрањен 1851. године. Либерали су учествовали у Мајској скупштини у Сремским Карловцима као и на Петровској скупштини. Године 1858. одиграли су значајну улогу у рушењу режима Александра Карађорђевића. Они су оснивачи Уједињене омладине српске. По својим идејама били су блиски Јовану Ристићу, који ће касније постати председник Либералне странке.
Либерали су били русофили и обреновићевци, тесно повезани и са православном црквом у Србији а посебно са митрополитом Михаилом који је и сам био либерал.
Што се тиче националне политике, остају доследни циљу уједињења свих Срба. Либерали су била политичка струја која се налазила између конзервативаца и марковићеваца који су касније основали Народну радикалну странку.
Либерална странка има велике заслуге у доношењу Намесничког устава, у добром вођењу два српско-турска рата и добијање независности на Берлинском конгресу.
Либерална странка се после доласка Петра Карађорђевића на власт дели у две странке, једну која се преименује у Национална странка и коју предводи Стојан Рибарац, и другу која добија назив Либерално-демократска странка a коју предводи Војислав Вељковић. Обе странке се 1904. године удружују под називом Народна странка.

### Покушај обнове 1989.
Покушај обнове Либералне странке десио се 14. децембра 1989. године, када су у Ваљеву у подруму зграде бившег Социјалистичког савеза радног народа Предраг Вулетић, Александар Стефановић, Милан Улм и Славен Баточанин основали странку. На првим директним, вишестраначким изборима за председника Републике Србије који су одржани 9. децембра 1990. Либерална странка је освојила 5.019 гласова, док је на парламентарним освојила 7.325 гласова.